# Spießgipfel
Der Spießgipfel ist ein 2416 m hoher Berggipfel im ostantarktischen Königin-Maud-Land. Er ragt auf der Westseite des Bergs Huldreslottet im Borg-Massiv der Maudheimvidda auf.
Entdeckt und benannt wurde er bei der Deutschen Antarktischen Expedition 1938/39 unter der Leitung des Polarforschers Alfred Ritscher. Namensgeber ist Fritz Spieß (1881–1959), Kommandant des Forschungsschiffs Meteor bei der Deutschen Atlantischen Expedition (1925–1927).